# سلافكوف أو برنا
سلافكوف أو برنا هي مدينة تقع في جمهورية التشيك. الاسم القديم لهذه المدينة هو أوسترليتز. هي من أعطت اسمها لأهم معركة في الحروب النابليونية، وهي معركة أوسترليتز.